# Bobo-Dioulasso
Bobo-Dioulasso (v mossijštině Sɩa) je město v regionu Hauts-Bassins v jihovýchodní části Burkiny Faso asi 350 km západně od Ouagadougou. V roce 2023 zde žilo 1 129 000 obyvatel a jedná se tak o druhé největší město v celé Burkině Faso. Název města v překladu znamená "domov Bobo-Dyulů", a odkazuje na dvě etnické skupiny, které město obývají.
Místní obyvatelstvo mluvící jazykem bobo označuje město jednoduše jako Sia. Ve městě se mluví dvěma odlišnými dialekty jazyka dyula, které se liší podle původu jednotlivých skupin mluvčích. Město má význam jak hospodářský (centrum zemědělského obchodu, či textilního průmyslu), tak kulturní, jelikož je významným střediskem kultury a hudby.

## Historie

### Raná historie
Podle lokální tradice bylo město Bobo-Dioulasso založeno v 15. století pod názvem Sia. Obyvatelstvo tvořily podskupiny národa Boboů – Oule a Dioula. Postupně se město stalo důležitým tržním centrem, především v rámci vývozu koní směrem na jih. Sia tedy tvořila důležitý uzel na vznikajících obchodních cestách spojujících města Djenné a vnitřní oblast delty řeky Niger s městy Kong, Begho a také s oblastí regionu Zlaté pobřeží.

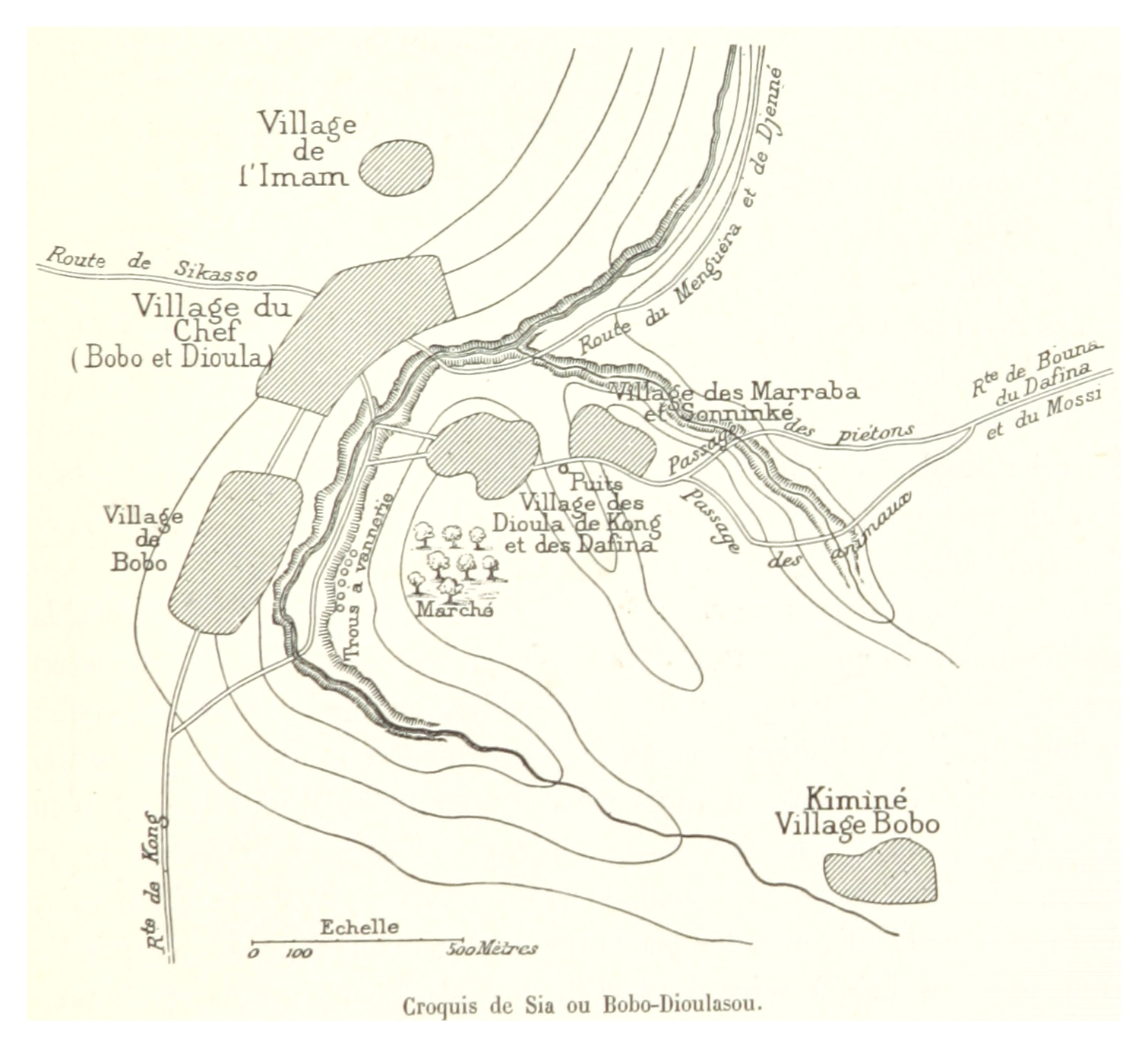
Mapa města Sia z roku 1892

### Říše Kong
Rostoucí vliv města Kong v regionu vyvrcholil za vlády Seku Watary, který v roce 1710 založil říši Kong. Jeho bratr Famagan Watara a synové Kere-Mori a Bamba Watara sehráli důležitou roli při dobytí města Sia a podrobení domorodých skupin Bobo-Dioula a Bobo-Oule koncem 30. let 18. století. Po Sekuově smrti však oblast, známou jako Gwiriko, spravovali Famaganovi potomci s téměř úplnou autonomií vůči hlavní větvi v Kongu.
Na konci 19. století se Sia skládala ze dvou velkých vesnic – Tunuma a vlastní Sia – vzdálených od sebe jen několik set metrů. Tyto vesnice oddělovaly hluboké rokle, vyhloubené řekou We (Houët) na východě a jejím přítokem Sanyo na západě. Za těmito přirozenými hranicemi se nacházely tři menší satelitní vesnice. Několik dalších nezávislých vesnic v okolí (např. Bindogoso, Dogona, Kwirima, Kpa) bylo s postupujícím vývojem města pohlceno a dnes se nachází v jeho městských hranicích.
V 70.–90. letech 19. století vedli vládcové Watara – Kongondinn a Yemori sérii válek proti království Kénédougou na západě.

### Koloniální období
V roce 1896 se Bobo-Dioulaové, kteří se vzbouřili proti Watarům, spojili se Samory Tourém a pomohli mu dobýt nedalekou pevnost v Noumoudaře. Místní vůdce Watarů, Pintyeba, požádal o pomoc Francouze, kteří se již usadili v městě Diebougou. 25. září 1897 francouzská armáda krátce městi obsadila po krvavém střetu. 23. listopadu bylo zřízeno vojenské stanoviště, později i správní sídlo na východním břehu řeky We. To se stalo centrem nově vzniklého okresu nazvaného Bobo-Dioulasso. Odtud také vyrazila jedna z francouzských kolon směřujících na dobytí města Sikasso, hlavního města říše Kénédougou, v dubnu 1898.
Během protikoloniálního povstání v západní Africe v letech 1915–1916 se obyvatelé severní a východní části okresu Bobo-Dioulasso postavili na odpor francouzské koloniální správě. Francouzi z města koordinovali potlačení tohoto povstání, přičemž samotné město sloužilo jako organizační centrum. V jižní části města vznikla vojenská základna, čímž ještě vzrostl strategický význam města.
V roce 1927 Francouzi zbourali původní vesnici Tunuma a další osady, jejich obyvatelé byli přesídleni do sousedních vesnic nebo do prázdné zemědělské oblasti tři kilometry vzdálené. Ta byla přetvořena na novou obytnou čtvrť (dnešní čtvrť Tounouma).
Původní vesnice Sia, která je jdnes čtvrtí Dioulasoba, zůstala částečně zachována, avšak výrazně pozměněna v roce 1932 stavbou hlavní silnice a rozšířením ulic během postupných přestaveb města. V letech 1926–1929 Francouzi vystavěli v centru města typickou evropskou uliční síť s pravoúhlým uspořádáním a diagonálami směřujícími z centra.
V roce 1934 bylo město po dostavbě železnice z Abidžanu napojeno na železniční síť, čímž se výrazně zlepšil přístup k trhům, dopravě a komunikaci. Růst města jako průmyslového centra však zastavila hospodářská krize a zrušení kolonie Horní Volta v roce 1933. Město začalo opět vzkvétat až po druhé světové válce. Po obnovení kolonie Horní Volta v roce 1947 přilákalo Bobo-Dioulasso nové průmyslové podniky, ale i přes jeho rozvoj hlavním městem stále zůstalo Ouagadougou. Město bylo brzy průmyslovým centrem a středem bohaté zemědělské oblasti, kde se pěstují obilniny, ovoce (manga, citrusy) a exportní plodiny (bavlna, kešu, bambucké máslo).

### Období po nezávislosti
Po získání nezávislosti Burkiny Faso v roce 1960 bylo město díky své silné ekonomické povaze označováno jako „hospodářské hlavní město země“ (oproti administrativnímu hlavnímu městu Ouagadougou). Výhodné postavení města však v dalších desetiletích oslabily vládní politiky upřednostňující právě Ouagadougou. V 80. a 90. letech nevznikl téměř žádný nový průmysl a některé podniky zanikly nebo se přestěhovaly do hlavního města. Hospodářský život města se tak omezil převážně na obchod se zemědělskými produkty a na služby.
Od roku 2000 však Bobo-Dioulasso zažívá další rozkvět, a to jak populační, tak ekonomický. Do města se vrátili obyvatelé z Pobřeží slonoviny, které zažívalo vnitřní krizi, a poptávka po místním zboží podpořila ekonomiku. Centrální vláda navíc investovala do rozvoje města, například skrze založení druhé univerzity v zemi.

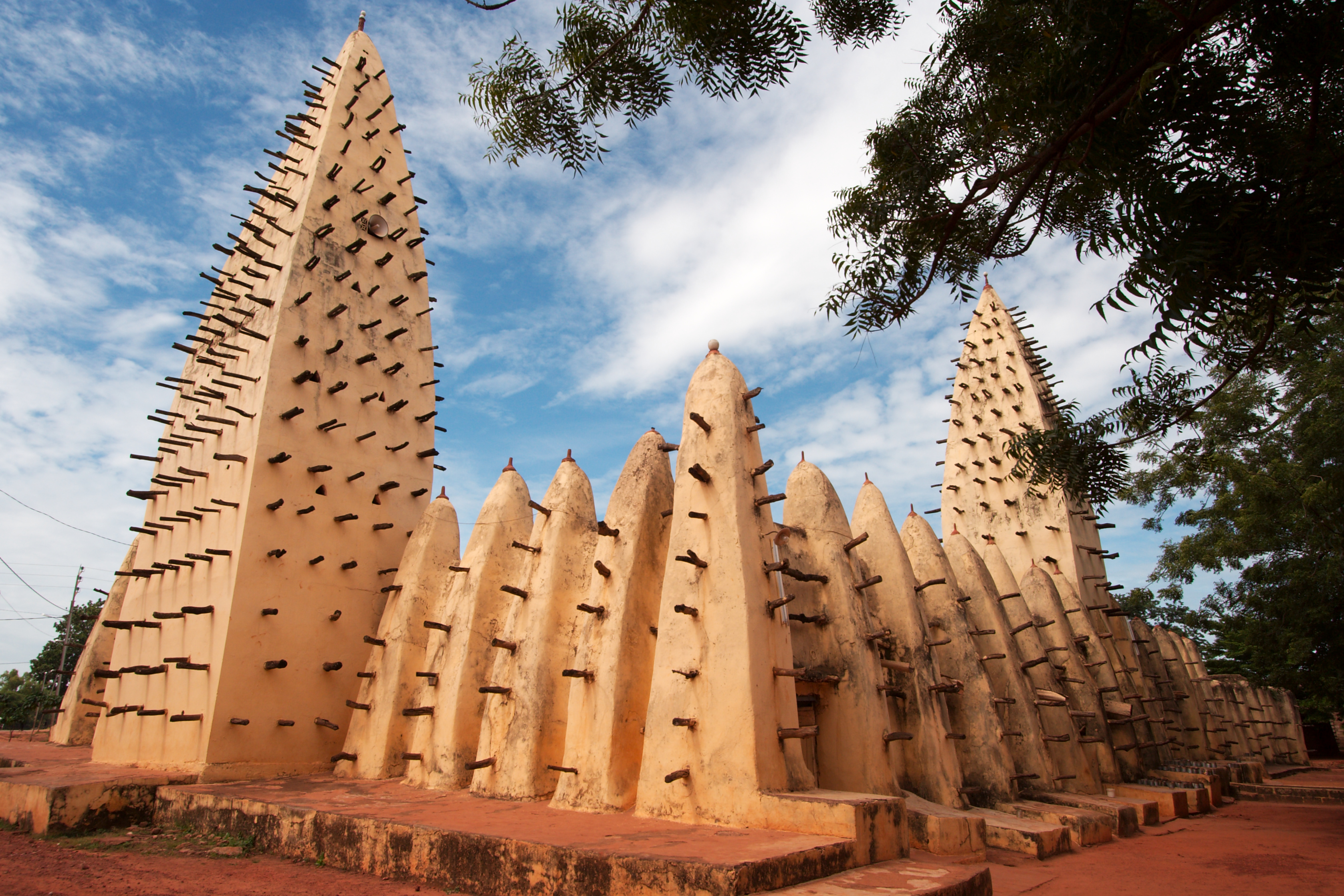
Velká mešita (Grande Mosqueé)

## Památky
Město Bobo-Dioulasso je domovem řady historických a kulturních památek:
- Velká Mešita (Grande Mosqueé)
- Dům Konsa, rituální centrum jednoho z předních rodů skupiny Zara (nebo Bobo-Jula)
- Dafra, posvátný přírodní rybník v jižní části města, který je pramenem řeky We a poutním místem, kde návštěvníci přinášejí oběti, jež jsou rituálně zkonzumovány velkými sumci, kteří v rybníku žijí

- Mauzoleum Guimbi Ouattary, významné vládkyně Bobo-Dioulasso z konce 19. a začátku 20. století.

Město si uchovalo řadu staveb z koloniálního období, zejména ve stylu zvaném neo-súdánský, jak je patrné například na budově regionálního muzea nebo nádraží. Místní muzeum představuje dlouhou a složitou historii oblasti a vystavuje lokální archeologické nálezy. Mezi další zajímavosti města patří zoologická zahrada a trh s keramikou na tržišti Grand Marché, které přispívají ke kulturnímu a turistickému významu.

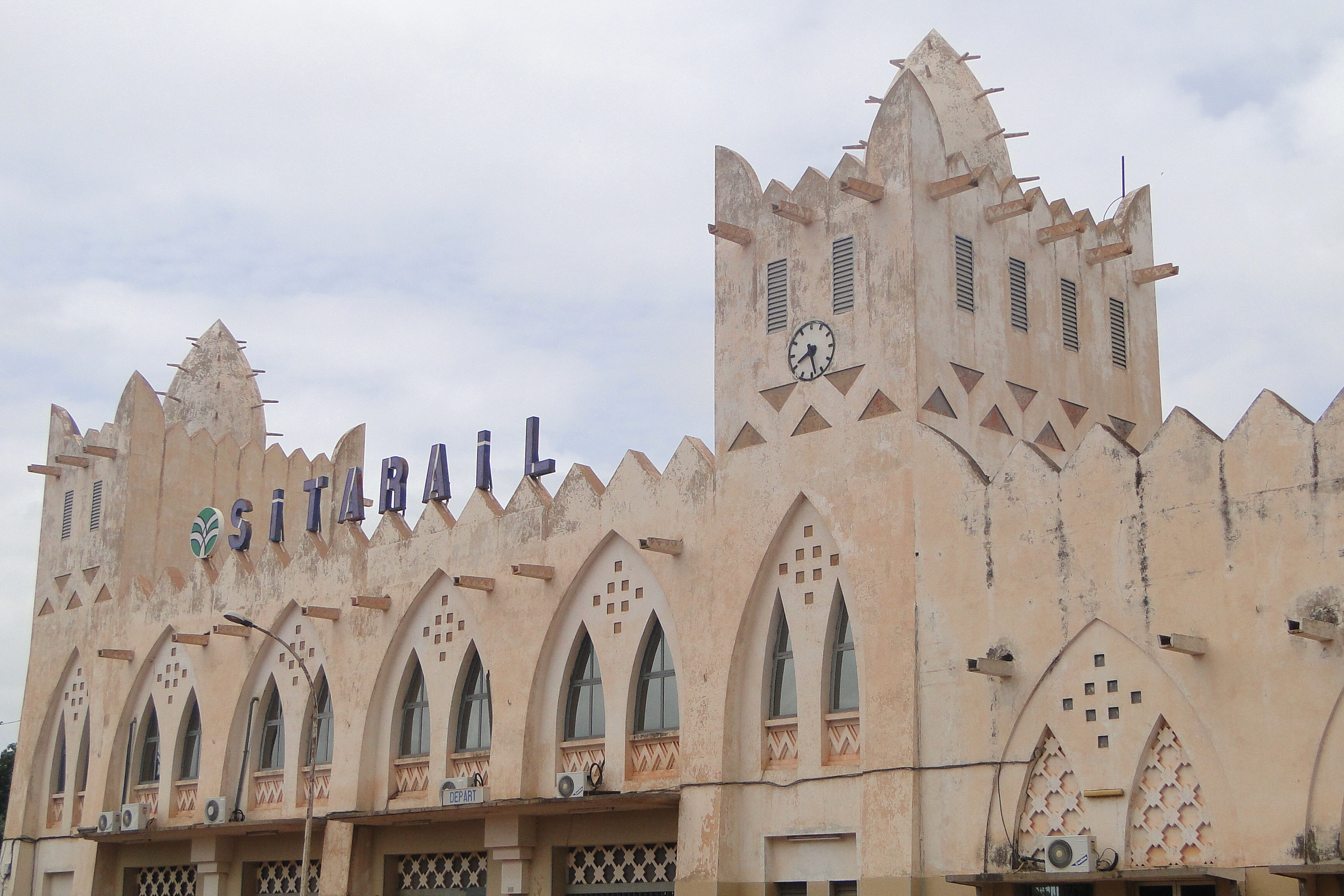
Budova nádraží v Bobo-Dioulasso vystavěná během koloniální éry v neo-súdánském stylu

## Hospodářství
Nejvýznamnějším průmyslovým odvětvím města je textilní, hlavně bavlnářská výroba, a potravinářství (mlýny, olejárny, jatka, loupárny rýže). Je zde také důležitý dobytčí trh.

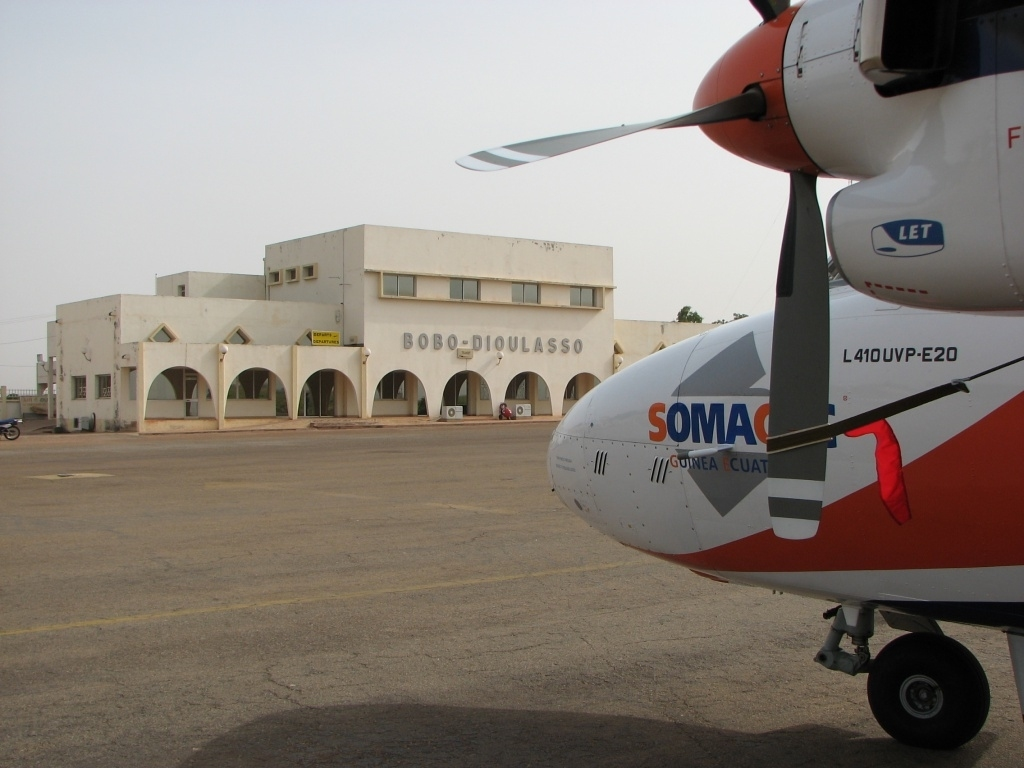
Letiště v Bobo-Dioulasso, 2009

## Náboženství
Mezi místy pravidelných bohoslužeb v Bobo-Dioulasso převažují muslimské mešity. Kromě nich se zde nacházejí také křesťanské kostely a chrámy, včetně Římskokatolické arcidiecéze Bobo-Dioulasso (katolická církev), Asociace reformované evangelické církve Burkiny Faso (člen Světového společenství reformovaných církví), Letniční církve Assemblies of God, církve Deeper Life Bible Church a Mezinárodního evangelizačního centra.
Velká mešita v Bobo-Dioulasso je pravděpodobně největším příkladem súdánsko-sahelské architektury v zemi. Podle některých zdrojů byla postavena roku 1880, podle jiných až roku 1893, a to v rámci politické dohody mezi králem města Sia a islámským náboženským vůdcem Almamym Sidiki Sanouem.

## Doprava
Bobo-Dioulasso leží na jediné železniční trati v Burkina Faso, vedoucí z města Ouagadougou do přístavu Abidžan.
Letiště v Bobo-Dioulasso má přistávací dráhu dlouhou 3 300 metrů, což je po Dakaru v Senegalu druhá nejdelší v západní Africe. V srpnu 2015 letiště poskytovalo dvakrát týdně pravidelná spojení s Abidžanem a Ouagadougou.

## Osobnosti
- Ibrahim Sory Sanlé (* 1943), fotograf
- Gaston Kaboré (* 1951), režisér
- Moumouni Fabre (* 1953), politik a diplomat
- Adama Dramé (* 1954), hudebník
- Cheikh Lô (* 1955), hudebník
- Dani Kouyaté (* 1961), režisér a griot
- Sékou Traoré (* 1962), režisér
- Alain Traoré (* 1988), fotbalista působící v klubu AS Arta/Solar7
- Charles Kaboré (* 1988), fotbalista působící v klubu FK Krasnodar
- Bertrand Traoré (* 1995), fotbalista působící v klubu AJAX SC
- Lassina Traoré (* 2001), fotbalista působící v klubu FK Šachtar Doněck
- Issa Kaboré (* 2001), fotbalista působící v klubu Manchaster City FC
- Nasser Djiga (* 2002), fotbalista působící v klubu FK Crvena zvezda
- Gustavo Sangaré (* 1996), fotbalista působící v klubu FC Noah
- Zakaria Sanogo (* 1996), fotbalista působící v klubu Alašker Jerevan FC
- Cheick Sanou (* 1992), vzpěrač

## Partnerská města
- Châlons-en-Champagne, Francie
- Saint-Étienne, Francie
- Bamako, Mali
- Fès, Maroko
- Bouaké, Pobřeží slonoviny

## Galerie

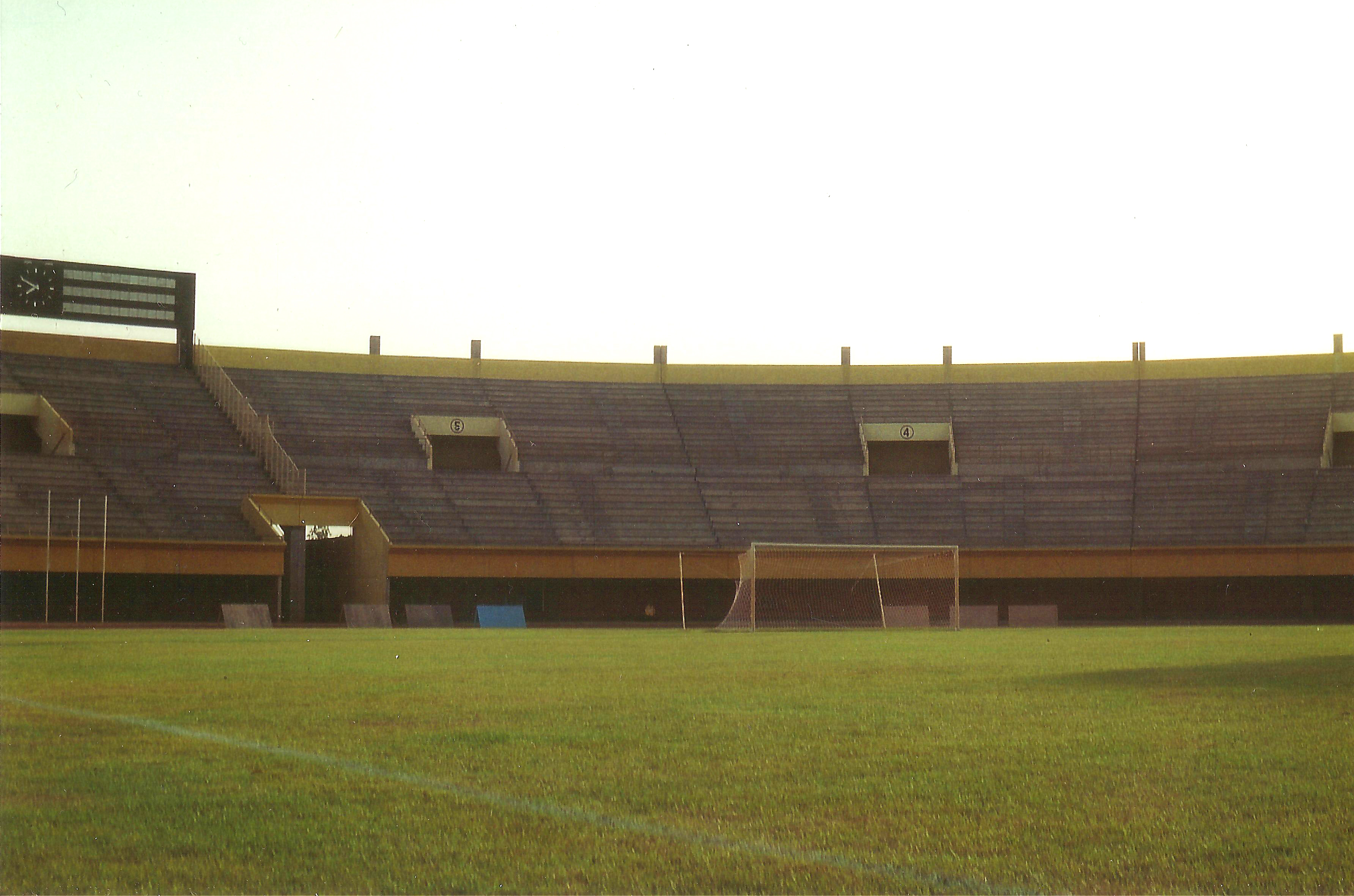
Multifuknční stadion Général Aboubacar Sangoulé Lamizana
Detail Velké mešity
Kovář pracující na výrobě srpu v jedné z mnoha kováren ve městě
Nízké čtvercové hlinité kamenné domy se stromy na břehu řeky
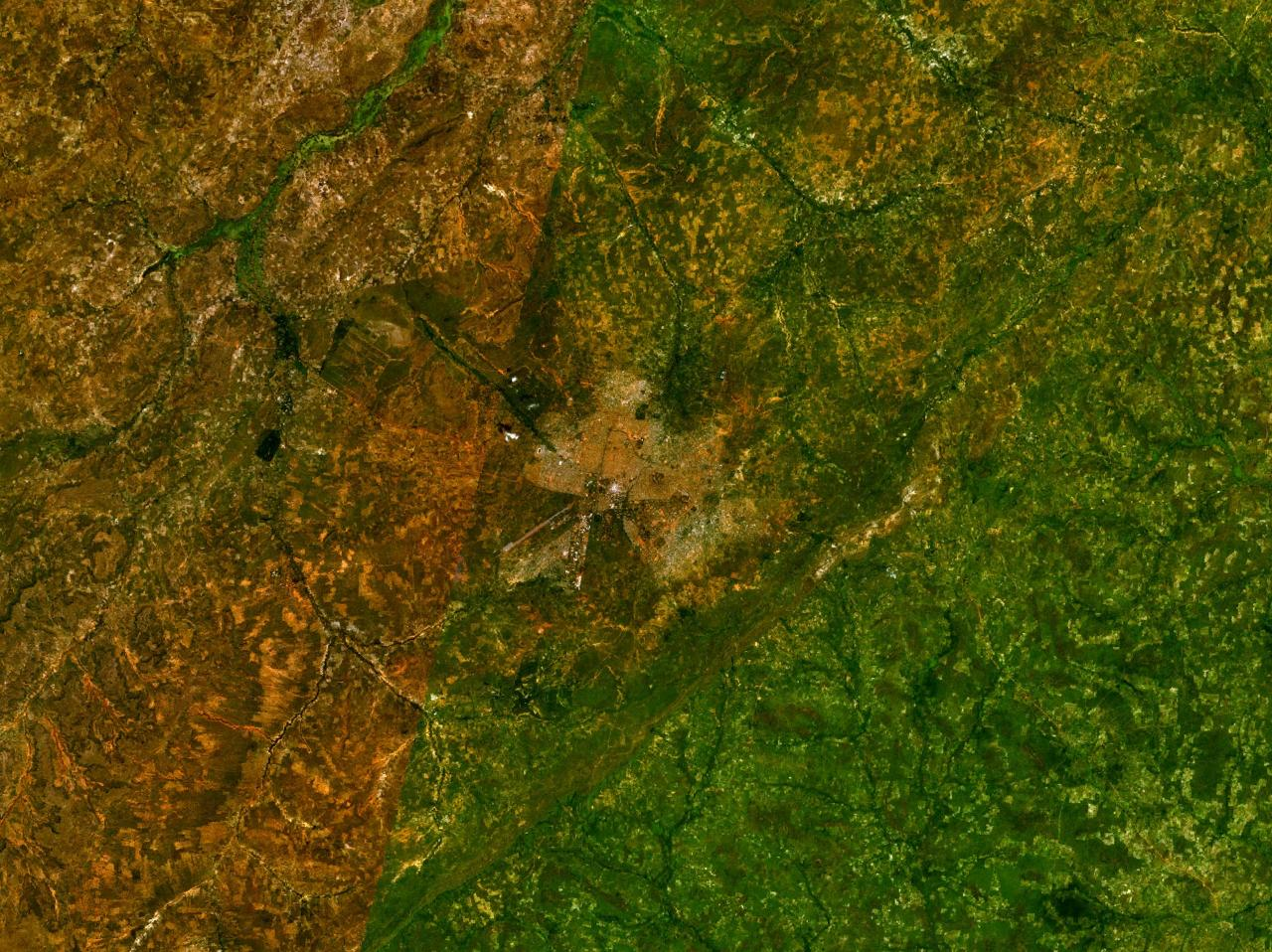
Satelitní snímky města skrze NASA World Wind
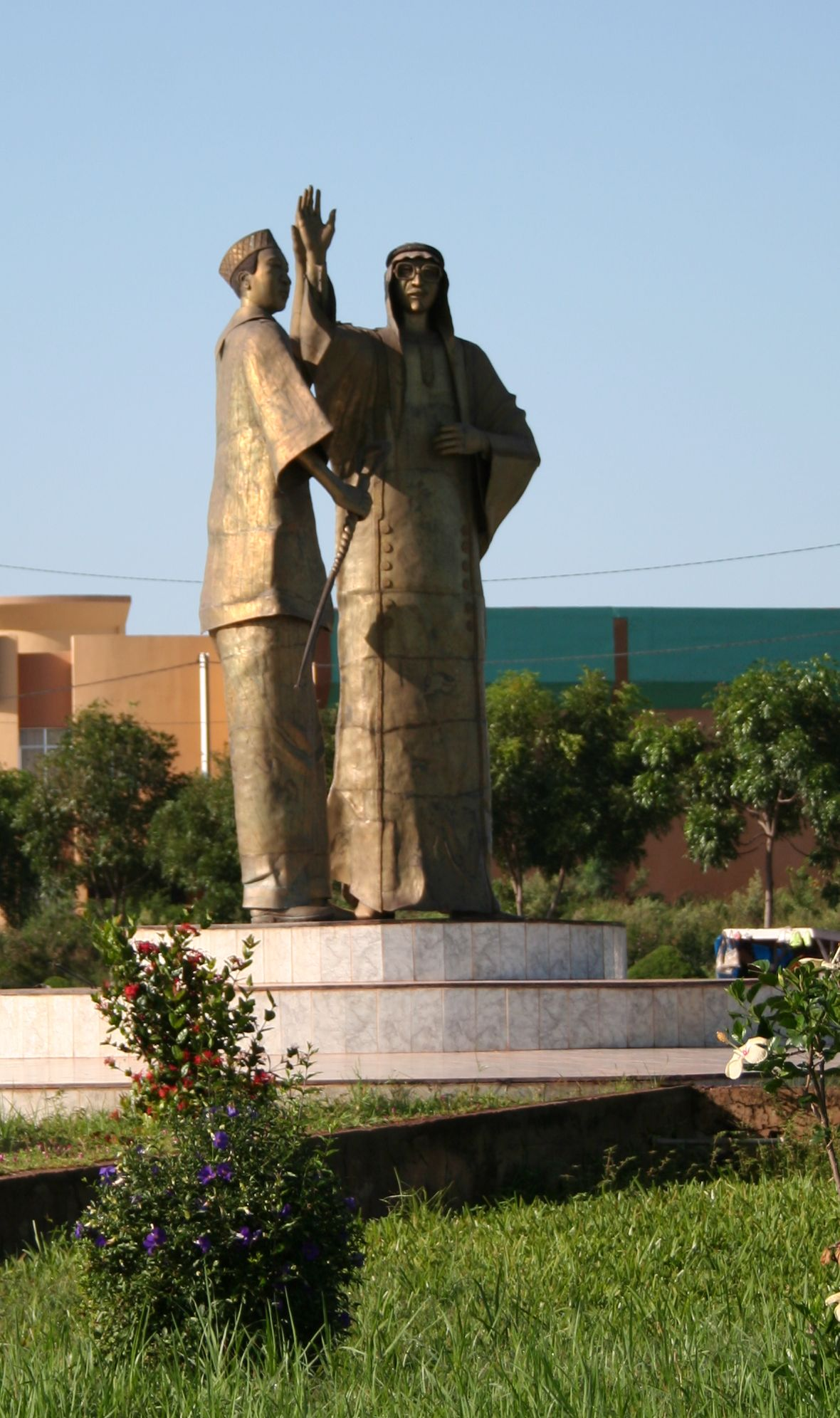
Monument dvou lidí
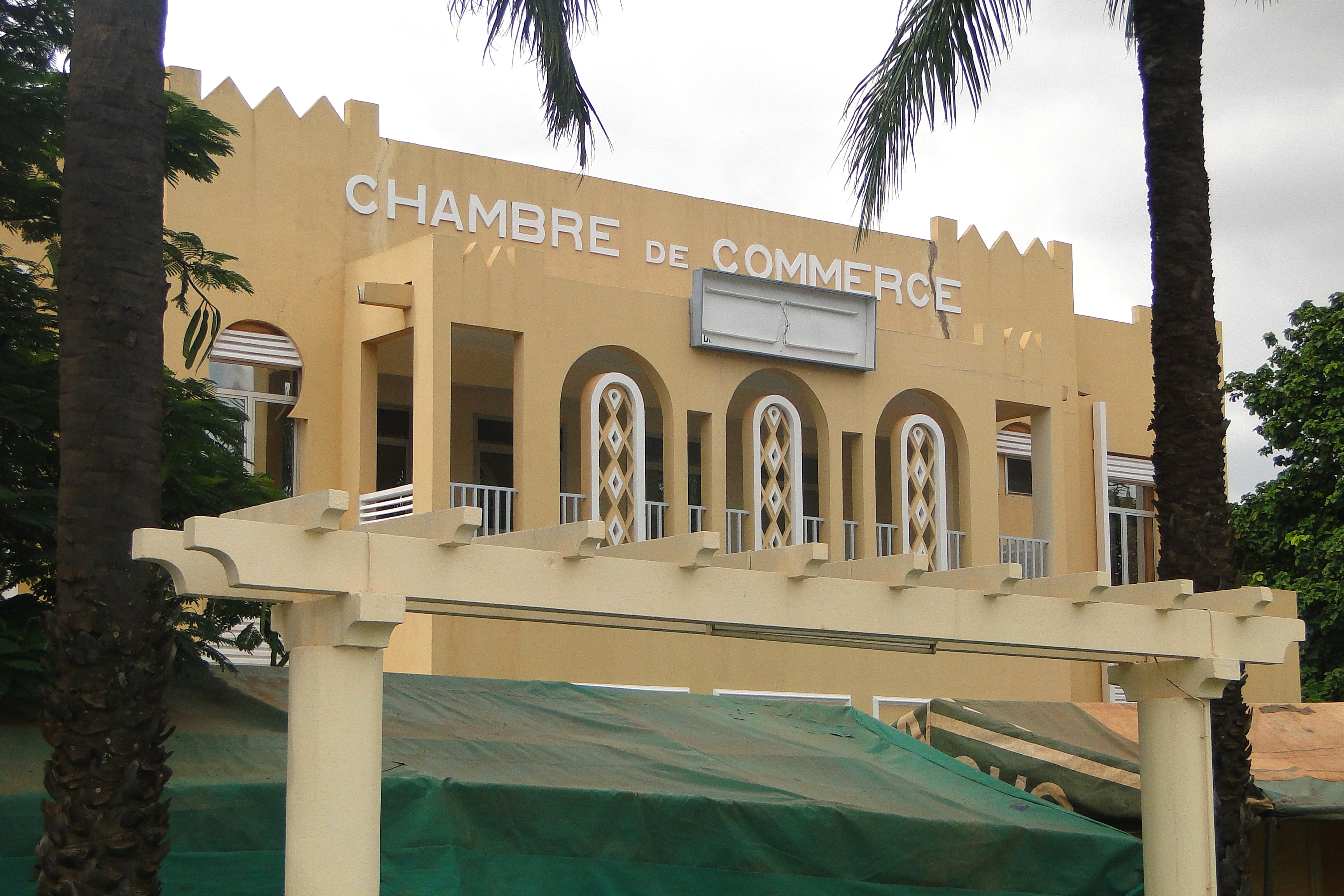
Budova obchodního ředitelství
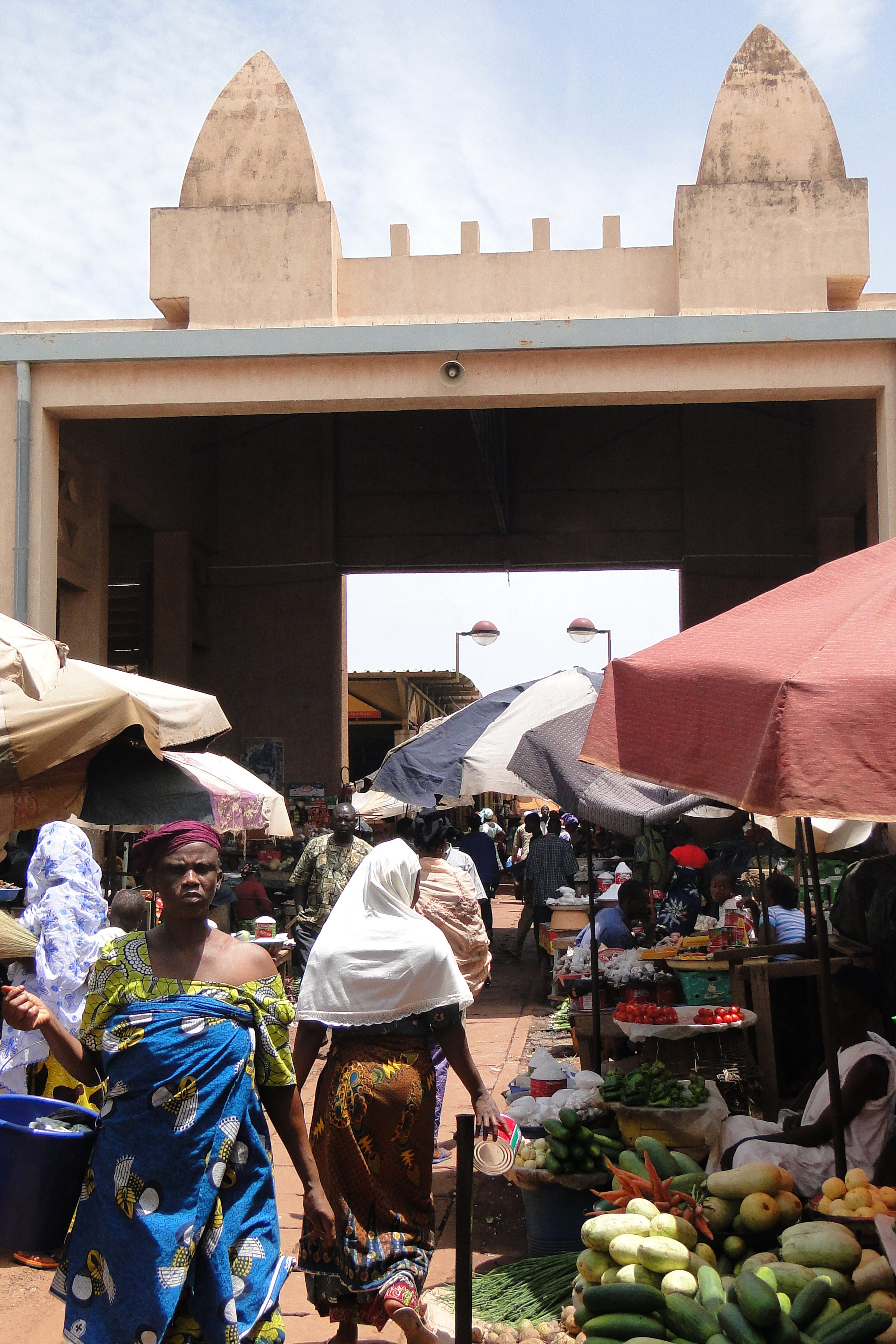
Trh